# Amstel Gold Race 2005
La 40ª edición de la Amstel Gold Race se disputó el domingo 17 de abril de 2005 entre las ciudades neerlandesas de Maastricht y Valkenburg, sobre de 250,7 km de longitud.
El vencedor al sprint de la carrera, fue el corredor italiano Danilo Di Luca, del equipo Liquigas-Bianchi.

## Clasificación final
| Pos. | Ciclista                       | Equipo                 | Tiempo     |
| ---- | ------------------------------ | ---------------------- | ---------- |
| 1.   | Danilo Di Luca                 | Liquigas-Bianchi       | 6h 21' 07" |
| 2.   | Michael Boogerd                | Rabobank               | m.t.       |
| 3.   | Mirko Celestino                | Domina Vacanze         | m.t.       |
| 4.   | Davide Rebellin                | Gerolsteiner           | m.t.       |
| 5.   | Miguel Ángel Martín Perdiguero | Phonak Hearing Systems | m.t.       |
| 6.   | Patrik Sinkewitz               | Quick Step             | m.t.       |
| 7.   | Björn Leukemans                | Davitamon-Lotto        | m.t.       |
| 8.   | David Etxebarría               | Liberty Seguros-Würth  | m.t.       |
| 9.   | Jérôme Pineau                  | Bouygues Telecom       | m.t.       |
| 10.  | Óscar Freire                   | Rabobank               | m.t.       |